# First Lady von Turkmenistan
First Lady von Turkmenistan, turkmenisch Türkmenistanyň birinji hanymy ist der Titel der Gattin des Präsidenten von Turkmenistan.

## First Ladies von Turkmenistan

### Muza Niyazova
Muza Alekseýewna Niýazowa ist die Witwe von Saparmyrat Nyýazow, dem ersten Präsidenten, mit dem sie zwei Kinder hatte. Als ethnische Russin distanzierte sich ihr Ehemann von ihr, da er nicht selbst zum Vorbild von interethnischen Ehen werden wollte.

### Ogulgerek Berdimuhamedova

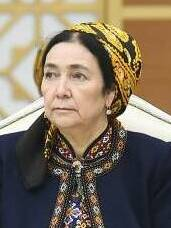
Ogulgerek Berdimuhamedova

Ogulgerek Atayewna Berdimuhamedowa war die Frau des zweiten Präsidenten Gurbanguly Berdimuhamedov. 2021, während eines Besuchs des Präsidenten der Türkei Recep Tayyip Erdogan, wurde das erste offizielle Foto der First Lady aufgenommen. Am 30. Mai 2022 wurde Berdimuhamedova mit dem Titel „Geehrte Teppichweberin von Turkmenistan“ (Sasluschennaja kowrowschtschiza Turkmenistana) geehrt für ihre langjährige Arbeit in der Teppichfabrik in der Stadt Gökdepe.

### Serdar Berdimuhamedovs Gattin
Serdar Berdimuhamedow ist seit 2001 verheiratet. Über Namen und Leben seiner Frau ist kaum etwas bekannt. Gerüchten zufolge ist ihr Name ebenfalls Ogulgerek, wie der Name seiner Mutter.